# دوربن وارد
دوربن وارد هو صحفي وضابط ومحامي وناشر وسياسي أمريكي، ولد في 11 فبراير 1819 في أوغستا في الولايات المتحدة، وتوفي في 22 مايو 1886. انتخب عضو مجلس نواب أوهايو ‏.